# 9-Korona-3
A 9-korona-3, más néven 1,4,7-trioxonán vagy 1,4,7-trioxaciklononán szerves vegyület, képlete C6H12O3. Az etilén-oxid gyűrűs trimerje, a lítium kationra specifikus koronaéter. Molekulájának szimmetriája alapján az S3 pontcsoportba tartozik.

## Fordítás
Ez a szócikk részben vagy egészben  a(z)   9-Crown-3 című angol Wikipédia-szócikk ezen változatának fordításán alapul.  Az eredeti cikk szerkesztőit annak laptörténete sorolja fel. Ez a jelzés csupán a megfogalmazás eredetét és a szerzői jogokat jelzi, nem szolgál a cikkben szereplő információk forrásmegjelöléseként.